# Венгерова, Зинаида Афанасьевна
Зинаи́да Афана́сьевна Венге́рова (1867—1941) — русская писательница, переводчица и литературный критик.

## Биография
Дочь писательницы Паулины Юльевны Венгеровой, сестра Изабеллы и Семёна Венгеровых. Успешно окончила Санкт-Петербургские высшие женские курсы по филологическому факультету, затем несколько лет была слушательницей парижской Сорбонны.
Её первая статья, посвящённая английскому поэту Джону Китсу, была напечатана в 1891 году в «Вестнике Европы». Затем последовал ряд статей о новейших западно-европейских писателях.
С 1893 года Зинаида Венгерова публиковала в том же издании ежемесячные отчеты о «Новостях иностранной литературы».
Также её статьи неоднократно публиковались в «Северном Вестнике», «Восходе», «Образовании», «Мире Божьем», «Северном Курьере», «Новостях» и «Новом Пути».
З. А. Венгерова написала несколько предисловий к собраниям сочинений Шиллера и Шекспира под редакцией брата, и множество статей в энциклопедическом словаре Брокгауза и Ефрона.
Помимо этого, Венгерова издавалась на иностранных языках: «Lettres russes» в «Mercure de France» (1897—1899); отчеты о новых явлениях русской литературы в «Saturday Review» (1902—1903); «La femme russe» в «Revue des revues» (1897, сентябрь), «Das jüngste Russland» в «Magazin für die Litter. d. Ausland’s». В книге английского эстетика профессора Найта «History of the Beautiful» ей принадлежит глава о русской критике. Также ей принадлежит множество переводов.
Критические статьи Венгеровой были собраны в двух томах, под заглавием «Литературные характеристики» (Санкт-Петербург, 1897 и 1904). Это — ряд содержательных этюдов об английских прерафаэлитах, Моррисе, Оскаре Уайльде, Рескине, французских символистах, Гауптмане, Ибсене, Метерлинке, Верхарне и других представителях европейских литературных течений того времени.
Согласно ЭСБЕ:
В. — восторженная поклонница символизма; вместе с тем она, однако, старается показать, что стремление символизма уйти от жизни в область мистики и созерцания красоты нимало не заключает в себе чего-либо реакционного или противообщественного.
К этому Еврейская энциклопедия добавляет, что Зинаида Венгерова «обладает простым и ясным слогом».
С 1921 года жила в Берлине, сотрудничала с издательством «Скифы». В 1925 вышла замуж за 70-летнего Николая Минского. После его смерти (1937) уехала в США. В. В. Набоков вспоминал:

Помню ужасную минуту во время ужина в нашем санкт-петербургском доме, когда Зинаида Венгерова, переводчица Уэллса, заявила ему, вскинув голову: «Вы знаете, из всех ваших сочинений мне больше всего нравится „Затерянный мир“». — «Она имеет в виду войну, где марсиане понесли такие потери», — быстро подсказал мой отец.
Зинаида Афанасьевна Венгерова скончалась 29 июня 1941 года в Нью-Йорке (США).
Двоюродный брат — шахматист Семён Алапин.